# 流星コーリング
『流星コーリング』（りゅうせいコーリング）は、日本のロック・バンド「WEAVER」の元ドラマー、小説家である河邉徹の2作目となる小説である。第10回広島本大賞作。小説は2019年3月6日にKADOKAWAから発売された。発売日には、WEAVERから同名タイトルのアルバムも発売された。

## 登場人物
担当声優は朗読会のもの。

### 主要人物
相沢りょう（あいざわ りょう）
声 - 角田雄二郎
本作の主人公。高校2年生。生まれつき左側の眉の上に小さな痣があり、隠すために前髪を伸ばしている。人工流星が流れた夜から同じ日を何度もループするようになってしまう。
夢乃詩織（ゆめの しおり）
声 - 花澤香菜
本作のヒロイン。高校2年生。りょうと交際している。高校一年の時にりょうと共に天文部に入部した。また、実家はケーキ屋を営んでおり、観測会の際に持参している。
小久保洋介（こくぼ ようすけ）
高校2年生の男子生徒で天文部に所属している。母親と2人で暮らしており、母親思いで不器用な性格。
新山真希（にいやま まき）
高校2年生の女子生徒で天文部に所属している。実家は宮島にある神社で、跡取りについての悩みを抱えている。

### 天文部
モナ
高校1年生の女子生徒。顔立ちや髪型がモナ・リザと似ていることからモナというニックネームをつけられた。趣味は占い。
レオン
高校1年生の男子生徒。花粉症のため年中マスクを着用している。ニックネームの由来はナポレオンと似ているため。
山波先生
廿日市中央高校の地学教師で天文部の顧問。若いころに東京で天体の研究に携わっていた。

### 主要人物の家族
りょうの父
私立中学校の教師でブラスバンド部の顧問を務めており、担当した部活を全国レベルへと導いた。
りょうの母
教師を務めており、父とは教育研究会で知り合った。
相沢那月
りょうの妹で中学生。思春期のため、兄であるりょうに冷たく接している。

## 流星コーリング〜双つ星の願い事〜
2020年9月から流星コーリング天文部員というコミカライズプロジェクトが始動された。本作が漫画になるまでの過程を一緒に体験することができる。また、コミック登場キャラを育てたり、会話することもできる。
小説のアナザーストーリーを描いた漫画が『流星コーリング〜双つ星の願い事〜』のタイトルで発表されている。漫画は天月みごが担当。2021年3月よりコミックNewtype（KADOKAWA）にて連載が開始され、2022年2月8日に完結。

### 登場人物（双つ星の願い事）
南條麦（なんじょう むぎ）
生まれてからずっと運が悪い高校2年生。運命が変わるような体験を待っている。教室で人工流星の話を聞き、気になって天文部に話を聞きに行く。
上川ますみ（かみかわ ますみ）
東京出身の転校生。社交的で友だちが多い。占いではいつも1位。バレー部に所属している。
モナ
天文部部長。ミステリアスな雰囲気を纏う。特技は占い。
レオン
天文部副部長。
加奈（かな）
ますみと共にバレー部に所属している女子生徒。

## 用語
廿日市中央高校
作中でりょう達が通っている高校。
観測会
天文部の活動のひとつ。学校に宿泊し、夜通し天体観測を行う。毎週誰かひとりが天体について調べてきたことを発表するというルールがある。

## 既刊一覧

### 小説
- 河邉徹（著）『流星コーリング』KADOKAWA、2019年3月6日発売[1]、ISBN 978-4-04-896293-3

### 漫画
- 河邉徹（原作）・天月みご（漫画）『流星コーリング』KADOKAWA、2022年3月26日発売[3][4]、ISBN 978-4-04-111198-7